# Andrea-Michaela Schartel

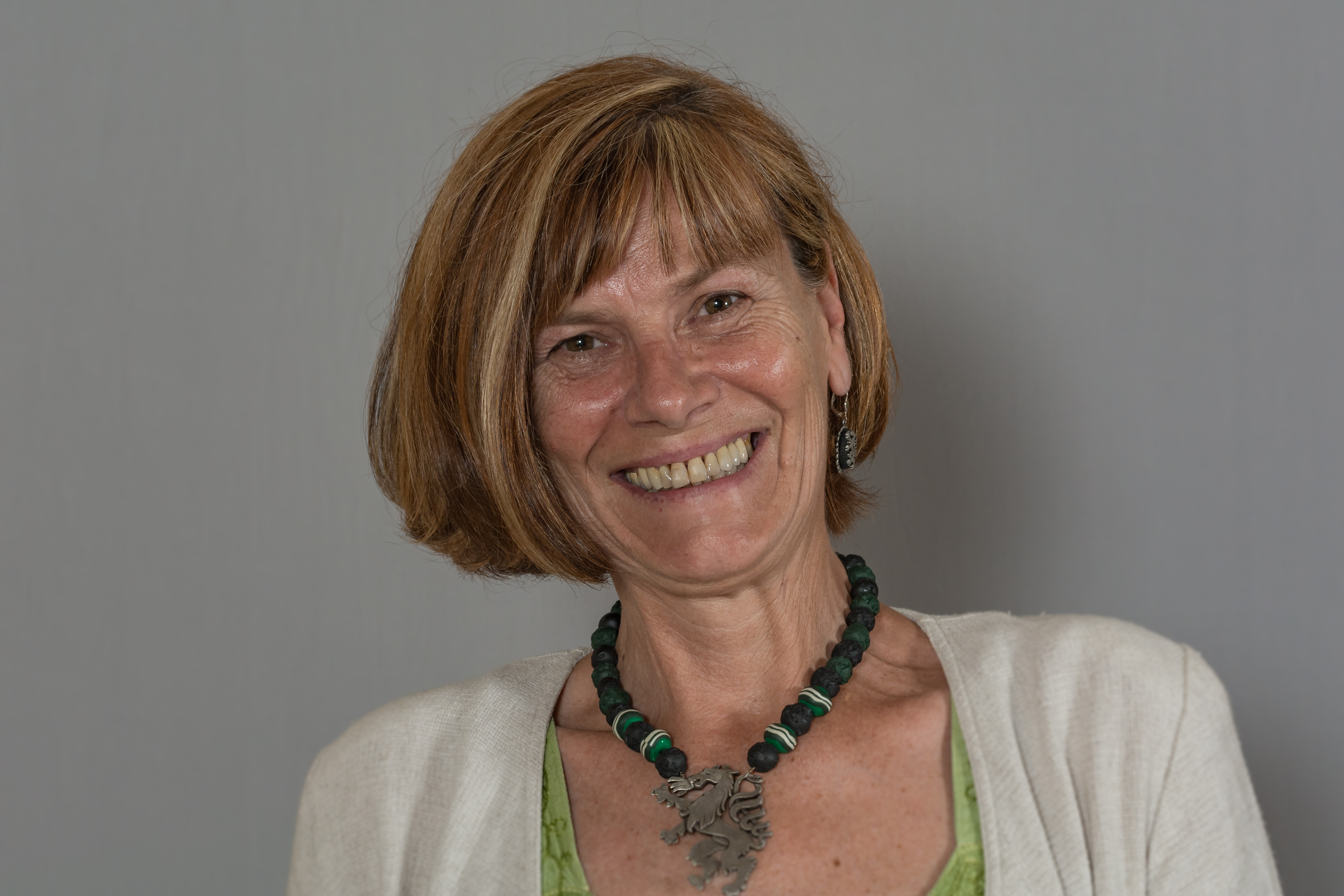
Andrea-Michaela Schartel (2016)

Andrea-Michaela Schartel (* 30. Juni 1964 in Graz) ist eine österreichische Politikerin der Freiheitlichen Partei Österreichs (FPÖ). Sie war von 2014 bis 2018 Abgeordnete zum Steiermärkischen Landtag. Von Jänner 2018 bis Oktober 2019 war sie Abgeordnete zum Nationalrat. Ab dem 17. Dezember 2019 war sie vom Landtag Steiermark entsandtes Mitglied des Österreichischen Bundesrates, seit dem 24. Oktober 2024 ist sie erneut Nationalratsabgeordnete.

## Politik
Bereits im Alter von vierzehn Jahren, als sie sich dem Ring Freiheitlicher Jugend anschloss, kam Schartel erstmals mit der Politik in Kontakt. Von 1993 bis 1998 war sie Bezirksrätin im Grazer Stadtbezirk Lend. Von 2008 bis 2013 war sie stellvertretender Bezirksvorsteher in Graz-Wetzelsdorf. 1988 zog sie auch erstmals in den Gemeinderat der Stadt Graz ein. 2003 musste sie aus diesem wieder ausscheiden.
Im Jänner 2013 zog Schartel neuerlich in den Grazer Gemeinderat ein. Das Mandat behielt sie bis 30. Juni 2014.
Darüber hinaus vertrat Schartel 15 Jahre lang die Freiheitlichen Arbeitnehmer als Kammerrätin in der Steirischen Arbeiterkammer. Sie ist Landesobfrau der Initiative Freiheitlicher Frauen (IFF) und seit Oktober 2014 Bundesobfraustellvertreter. Zudem ist sie Obfrau der FPÖ-Bezirksgruppe Wetzelsdorf.
Am 1. Juli 2014 wurde Schartel als Nachfolgerin des bisherigen freiheitlichen Klubchefs Georg Mayer, der als Abgeordneter ins Europaparlament wechselte, im Steiermärkischen Landtag angelobt. Ursprünglich war der Polizeigewerkschafter Franz Maierhofer vorgesehen, der jedoch aus Zeitgründen verzichtete. Dort ist sie Sprecherin der FPÖ für Frauen und Pflege. Gleich bei der nächsten Sitzung des Landtags am 23. September 2014 machte Schartel mit einer Anfrage zum Thema „Grüne Cannabis-Kampagne in steirischen Schulen?“ und zwei weiteren Wortmeldungen auf sich aufmerksam.
Ab dem 29. Jänner 2018 war sie Abgeordnete zum Nationalrat, sie folgte damit Heinz-Christian Strache nach. Im Landtag folgte ihr Günter Wagner nach. Nach der Nationalratswahl 2019 schied sie aus dem Nationalrat aus.
Nach der Landtagswahl in der Steiermark 2019 war sie ab dem 17. Dezember 2019 vom Landtag Steiermark entsandtes Mitglied des Österreichischen Bundesrates. Nach der Nationalratswahl 2024 wechselte sie vom Bundesrat in den Nationalrat. Ihr Sitz im Bundesrat ging an Gerhard Hirschmann.

## Ausbildung und Beruf
Nach der Volksschule und Hauptschule besuchte Schartel von September 1981 bis Oktober 1983 die Höhere Bundeslehranstalt für wirtschaftliche Berufe in Graz-Schrödingerstraße. Zwischen Oktober 1983 und Juli 1988 absolvierte sie Lehrgänge für Buchhalter und Bilanzbuchhalter sowie einen Kurs für Personalverrechnung am Wirtschaftsförderungsinstitut der Steiermark. Zwischen März 2005 und Juli 2006 besuchte sie einen Intensivkurs für Arbeits- und Sozialversicherungsrecht mit Diplomprüfung an der Akademie der Wirtschaftstreuhänder.
Beruflich ist Schartel seit 1. März 1998 Leiterin der Personalverrechnungsabteilung einer Steuerberatungskanzlei. Zuvor war sie von 1995 bis 1996 Trainerin in der Erwachsenenbildung und für die Buchhaltung und Personalverrechnung im Anton Afritsch Kinderdorf zuständig sowie von 1. Oktober 1997 bis 28. Februar 1998 Personalverrechnerin bei der Firma ECO WT GmbH. Darüber hinaus war Schartel von Jänner 2003 bis 15. Jänner 2013 selbständige Personalverrechnerin. Derzeit ist Schartel als Personalverrechnerin selbständig tätig und seit 2013 auch Geschäftsführerin der RSP Personalverrechnungs GmbH.

## Privates
Schartel ist in Graz wohnhaft. Sie ist verheiratet und Mutter von zwei Kindern.